# Fissenknick

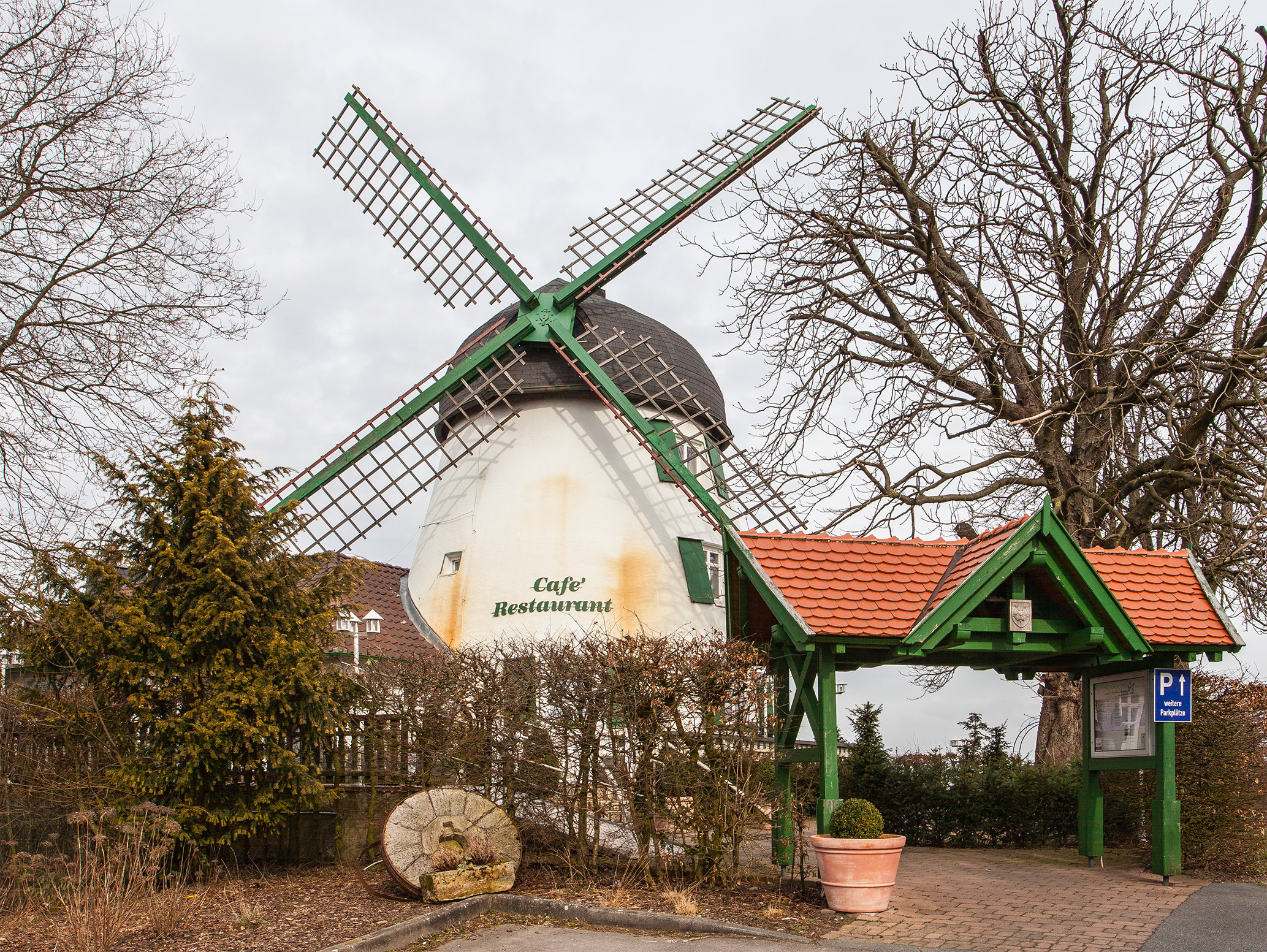
Windmühle Fissenknick

Fissenknick ist ein nördlicher Ortsteil von Horn-Bad Meinberg im Kreis Lippe, vor der Neugliederung 1970 Ortsteil von Oberschönhagen.

## Geschichte
Die Siedlung findet sich unter diesem Namen auf Landkarten des Jahres 1805 (Le Coq, Topographische Karte in XXII Blättern…, 1805–1806) und 1786 (Karte von Frenzel in Droste Gottlieb Levin von Donop, Historisch-Geografische Beschreibung der Fürstlich-Lippischen Lande in Westfalen, 1786), urkundliche Erwähnungen gehen mindestens bis auf das Jahr 1669 zurück (Günter W. Wilberg; Wilberg 600 Jahre 1392–1992).
Bekannt ist das Dorf vor allem für seine 1847 vom ortsansässigen Bauern Jochen Bernd Dickewied erbaute Windmühle. Die Windmühle brannte im Jahre 1901 vollständig ab. 1925 erwarben Mitglieder des Kur- und Verkehrsvereins die Ruine, restaurierten sie und richteten einen Aussichtsturm sowie ein Restaurant der gehobenen Preiskategorie ein. Die wiedererrichtete Mühle wurde dem Bad geschenkt. Aufgrund ihrer baulichen Originalität zieht die historische Mühle in erster Linie Touristen an. Fissenknick hatte noch bis vor einigen Jahren einen Tante-Emma-Laden als Einkaufsmöglichkeit für die Anwohner sowie die Gaststätte „Bergklause“. Nach Schließung der beiden Gewerbe ist der Ortsteil Fissenknick abgesehen von der historischen Windmühle zu einer reinen Wohngegend geworden.
Der Ortskern von Bad Meinberg ist fußläufig erreichbar. Der Ort verfügt über eine nur ungenügende Anbindung an den öffentlichen Personennahverkehr. Für Jugendliche bestehen daher nur sehr eingeschränkte Freizeitbetätigungsmöglichkeiten.
Am 1. Januar 1970 wurde der Ortsteil Fissenknick der ehemaligen Gemeinde Oberschönhagen nach dem Detmold-Gesetz in die neue Gemeinde Bad Meinberg-Horn eingegliedert. Diese wurde bereits am 10. September 1970 in Horn-Bad Meinberg umbenannt.

## Persönlichkeiten
- Daniel Brinkmann, Fußballspieler